# Solbergaskatten

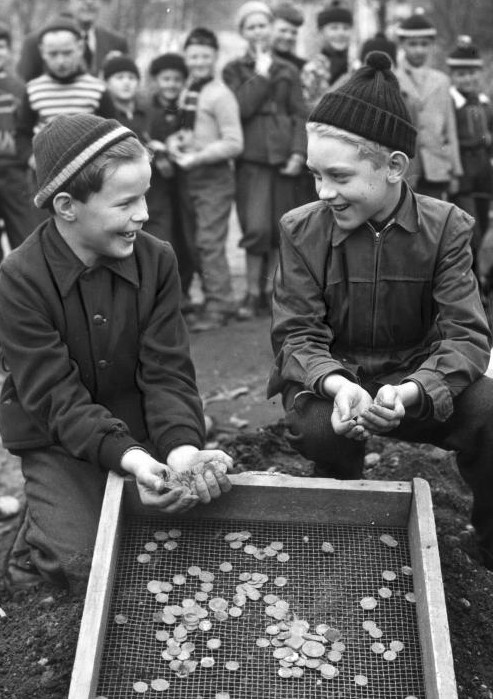
Thomas Björkman och Thomas Olsson vid Solbergaskatten

Solbergaskatten är ett fynd av mynt och smycken, som gjordes i Solberga i Älvsjö i Stockholm 1955.
Solbergaskatten upptäcktes av tioåringarna Thomas Björkman och Thomas Olsson, när de i maj 1955 under en lunchrast lekte vid schaktmassor från Stockholms innerstad, som tippats i Solberga. Pojkarna hittade 758 mynt och tre silverföremål. Den arkeologiska utgrävningen som följde resulterade i fynd på sammanlagt fyra kilogram, bestående av 2 132 silvermynt, elva ringar och en meterlång silverkedja.
Mynten tillverkades huvudsakligen under Gustav Vasas, Erik XIV:s och Johan III:s regeringsår, mellan 1520 och 1598. Tolv av mynten är utländska, varav ett sällsynt litauiskt mynt från 1590-talet. En halvdaler från Johan III:s tid bedöms som mycket värdefull.
Det äldsta myntet är en halvörtug utan årtal från Sten Sture d.y.:s tid som riksföreståndare (1512–1520) och det yngsta myntet i skatten är en rijksdaler med årtalet 1598 från Västfriesland i det Förenade Nederländerna. 
Skatten hittades i schaktmassor från bygget för femte Hötorgsskrapan i kvarteret Gropen på Norrmalm i Stockholm, huset närmast Sergels torg, som tippats på platsen ett par månader tidigare. Norrmalm var på 1590-talet, då skatten bedömts ha gömts, en glesbebyggd utmark i Stockholm med malmgårdar med odlingar och boskap. Exakt var och av vem skatten gömts har inte kunnat utrönas.
Skatten innehöll ingen stor förmögenhet mätt efter dåtida mått.
Skatten inlöstes så småningom av Stockholms stadsmuseum för den då ansenliga summan av 2 500 kr, 1 250 till var och en av pojkarna. Skatten planeras att från våren 2019 visas i ett särskilt rum med namnet "Skatten" i Stockholms stadsmuseum.
[uppföljning saknas]

## Läs också
- Skattfynd i Stockholms län